# Sadabumi
Sadabumi is een bestuurslaag in het regentschap Cilacap van de provincie Midden-Java, Indonesië. Sadabumi telt 4379 inwoners (volkstelling 2010).